# بزوان
بزوان هي قرية في مقاطعة هريس، إيران. عدد سكان هذه القرية هو 248 في سنة 2006.